# Eisschnelllauf-Weltcup 2012/13
Der Eisschnelllauf-Weltcup 2012/13 (offizieller Name: Essent ISU World Cup Speed Skating) ist eine von der Internationalen Eislaufunion (ISU) veranstaltete Wettkampfserie im Eisschnelllauf. Die Wettbewerbsreihe begann am 16. November 2012 in Heerenveen und endet mit dem Weltcupfinale ebenfalls in Heerenveen am 10. März 2013. Weltcups werden in den Einzeldisziplinen sowie in der Teamverfolgung vergeben. Außerdem gibt es, eingeführt in der Saison 2011/12, eine Gesamtweltcupwertung, die als „Grand World Cup“ bezeichnet wird. Weltcupwertungen gibt es in den Disziplinen 500 Meter, 1000 Meter, 1500 Meter, Massenstart und Teamverfolgung. Dazu gibt es noch eine Weltcupwertung mit den Rennen über 3000 Meter und 5000 Meter bei den Damen bzw. über 5000 Meter und 10.000 Meter bei den Herren. Bei verschiedenen Weltcupveranstaltungen wird zusätzlich der sogenannte Teamsprint ausgetragen, allerdings nur als Demonstrationswettbewerb, für den es keine Weltcuppunkte gibt.

## Austragungsorte
Die Veranstaltungsreihe des Weltcups besteht aus insgesamt neun Veranstaltungen. Die Weltcupserie beginnt in Heerenveen und macht dann eine Rundreise auf der nördlichen Halbkugel unserer Erde in östlicher Richtung um schließlich nach Stationen in Russland, Kasachstan, Japan, China und Kanada wieder in Europa zu landen (mit Stationen in Inzell und Erfurt) und schließlich mit dem Weltcupfinale in Heerenveen zu enden.
| Datum                 | Ort                      | Bahn                           |
| --------------------- | ------------------------ | ------------------------------ |
| 16.–18. November 2012 | Heerenveen (Niederlande) | Thialf                         |
| 24.–25. November 2012 | Kolomna (Russland)       | Kometa                         |
| 1.–2. Dezember 2012   | Astana (Kasachstan)      | Eispalast Alau                 |
| 8.–9. Dezember 2012   | Nagano (Japan)           | M-Wave                         |
| 15.–16. Dezember 2012 | Harbin (China)           | Heilongjiang Indoor Rink       |
| 19.–20. Januar 2013   | Calgary (Kanada)         | Olympic Oval                   |
| 9.–10. Februar 2013   | Inzell (Deutschland)     | Max Aicher Arena               |
| 1.–3. März 2013       | Erfurt (Deutschland)     | Gunda-Niemann-Stirnemann-Halle |
| 8.–10. März 2013      | Heerenveen (Niederlande) | Thialf                         |

Lediglich bei der ersten und bei der letzten Veranstaltung des Weltcups werden Rennen in allen Weltcupkategorien gelaufen. Bei den anderen Weltcupveranstaltungen ist das Weltcupprogramm unterschiedlich, es gibt Veranstaltungen, bei denen ausschließlich die Kurzstrecken gelaufen werden (500 Meter und 1000 Meter), bei anderen Veranstaltungen werden nur eine Auswahl der längeren Distanzen gelaufen (1500 Meter bis 10.000 Meter) und schließlich gibt es noch Veranstaltungen, bei denen sowohl kürzere als auch längere Strecken gelaufen werden.

## Punktesystem

### Disziplinenweltcup
Aufgrund der zuletzt erreichten Platzierungen werden am jeweiligen Wettbewerb teilnehmende Sportlerinnen und Sportler entweder in die Division A oder in die Division B eingeteilt. Für jede Division gibt es nun zwei verschiedene Punktesysteme. Dabei wird unterschieden, ob die Division A bis zu 16 oder mehr als 16 Teilnehmer hat. Erhöhte Weltcuppunkte gibt es bei den Rennen des Weltcupfinales, bei welchem nur die Division A teilnahmeberechtigt ist.

#### Division A (bis zu 16 Teilnehmer)
| 1.  | 2. | 3. | 4. | 5. | 6. | 7. | 8. | 9. | 10. | 11. | 12. | 13. | 14. | 15. | 16. |
| 100 | 80 | 70 | 60 | 50 | 45 | 40 | 35 | 30 | 25  | 21  | 18  | 16  | 14  | 12  | 10  |

#### Division A (mehr als 16 Teilnehmer)
| 1.  | 2. | 3. | 4. | 5. | 6. | 7. | 8. | 9. | 10. | 11. | 12. | 13. | 14. | 15. | 16. | 17. | 18. | 19. | 20. | 21. | 22. | 23. | 24. |
| 100 | 80 | 70 | 60 | 50 | 45 | 40 | 36 | 32 | 28  | 24  | 21  | 18  | 16  | 14  | 12  | 10  | 8   | 6   | 5   | 4   | 3   | 2   | 1   |

#### Division B (falls Division A bis zu 16 Teilnehmer)
| 1. | 2. | 3. | 4. | 5. | 6. | 7. | 8. | 9. | 10. | 11. | 12. | 13. | 14. |
| 32 | 27 | 23 | 19 | 15 | 11 | 9  | 7  | 6  | 5   | 4   | 3   | 2   | 1   |

#### Division B (falls Division A mehr als 16 Teilnehmer)
| 1. | 2. | 3. | 4. | 5. | 6. | 7. | 8. | 9. |
| 25 | 19 | 15 | 11 | 8  | 6  | 4  | 2  | 1  |

#### Weltcupfinale
| 1.  | 2.  | 3.  | 4. | 5. | 6. | 7. | 8. | 9. | 10. | 11. | 12. | 13. | 14. | 15. | 16. | 17. | 18. | 19. | 20. |
| 150 | 120 | 105 | 90 | 75 | 45 | 40 | 36 | 32 | 28  | 24  | 21  | 18  | 16  | 14  | 12  | 10  | 8   | 6   | 5   |

### Grand World Cup
Für den Gesamtweltcup, den Grand World Cup, erhalten nur die fünf besten eines jeden Rennens Punkte.
Bei den Wettbewerben des Weltcupfinales gibt es erhöhte Punkte. Wird bei einer Veranstaltung eine Strecke zweimal gelaufen (was bei 500 Meter in der Regel, bei 1000 Meter gelegentlich der Fall ist), gibt es nur die halben Punkte.

#### Einfache Punkte
| 1. | 2. | 3. | 4. | 5. |
| 10 | 8  | 7  | 6  | 5  |

#### Erhöhte Punkte (Weltcupfinale)
| 1. | 2. | 3.   | 4. | 5.  |
| 15 | 12 | 10.5 | 9  | 7.5 |

#### Halbe Punkte
| 1. | 2. | 3.  | 4. | 5.  |
| 5  | 4  | 3.5 | 3  | 2.5 |

#### Halbe Punkte (Weltcupfinale)
| 1.  | 2. | 3.   | 4.  | 5.   |
| 7.5 | 6  | 5.25 | 4.5 | 3.75 |

## Ergebnisse

### Damen

#### Heerenveen
| Datum             | Wettbewerb     | Sieger                                                             | Zweiter                                                           | Dritter                                                           |
| 16. November 2012 | 500 m (1)      | Lee Sang-hwa 37.85                                                 | Heather Richardson 37.95                                          | Nao Kodaira 38.26                                                 |
| 17. November 2012 | 500 m (2)      | Lee Sang-hwa 37.92                                                 | Heather Richardson 38.13                                          | Jenny Wolf 38.14                                                  |
| 18. November 2012 | 1000 m         | Heather Richardson 1:15.27                                         | Zhang Hong 1:15.41                                                | Lotte van Beek 1:15.83                                            |
| 17. November 2012 | 1500 m         | Christine Nesbitt 1:56.35                                          | Marrit Leenstra 1:56.42                                           | Lotte van Beek 1:57.42                                            |
| 16. November 2012 | 3000 m         | Stephanie Beckert 4:04.39                                          | Martina Sáblíková 4:06.71                                         | Jorien ter Mors 4:06.90                                           |
| 17. November 2012 | Massenstart    | Mariska Huisman 31 Pkt. 8:22.96                                    | Jorien ter Mors 15 Pkt. 8:22.97                                   | Claudia Pechstein 14 Pkt. 8:23.05                                 |
| 18. November 2012 | Teamverfolgung | Deutschland 3:01.14Stephanie Beckert Isabell Ost Claudia Pechstein | Niederlande 3:02.33Marije Joling Marrit Leenstra Diane Valkenburg | Kanada 3:02.33Ivanie Blondin Christine Nesbitt Brittany Schussler |

#### Kolomna
| Datum             | Wettbewerb  | Sieger                      | Zweiter                        | Dritter                         |
| 24. November 2012 | 1500 m      | Marrit Leenstra 1:55.03     | Jekaterina Schichowa 1:55.52   | Christine Nesbitt 1:56.16       |
| 25. November 2012 | 3000 m      | Claudia Pechstein 4:02.31   | Martina Sáblíková 4:02.46      | Marije Joling 4:03.90           |
| 24. November 2012 | Massenstart | Kim Bo-reum 31 Pkt. 8:40.77 | Ivanie Blondin 19 Pkt. 8:41.19 | Mariska Huisman 15 Pkt. 8:40.90 |

#### Astana
| Datum            | Wettbewerb     | Sieger                                                            | Zweiter                                                  | Dritter                                                            |
| 2. Dezember 2012 | 1500 m         | Christine Nesbitt 1:57.18                                         | Marrit Leenstra 1:57.28                                  | Linda de Vries 1:57.30                                             |
| 1. Dezember 2012 | 5000 m         | Martina Sáblíková 7:00.75                                         | Claudia Pechstein 7:01.05                                | Olga Graf 7:01.38                                                  |
| 2. Dezember 2012 | Teamverfolgung | Kanada 2:58.40Ivanie Blondin Christine Nesbitt Brittany Schussler | Südkorea 3:00.55Kim Bo-reum Noh Seon-yeong Park Do-yeong | Niederlande 3:00.71Marrit Leenstra Diane Valkenburg Linda de Vries |

#### Nagano
| Datum            | Wettbewerb | Sieger                     | Zweiter                    | Dritter                  |
| 8. Dezember 2012 | 500 m (1)  | Lee Sang-hwa 37.63         | Nao Kodaira 37.96          | Heather Richardson 38.01 |
| 9. Dezember 2012 | 500 m (2)  | Lee Sang-hwa 37.60         | Jenny Wolf 37.91           | Nao Kodaira 38.09        |
| 8. Dezember 2012 | 1000 m (1) | Heather Richardson 1:15.24 | Christine Nesbitt 1:15.45  | Lotte van Beek 1:16.15   |
| 9. Dezember 2012 | 1000 m (2) | Christine Nesbitt 1:15.13  | Heather Richardson 1:15.26 | Lotte van Beek 1:15.87   |

#### Harbin
| Datum             | Wettbewerb | Sieger                                                     | Zweiter                                                                 | Dritter                                                             |
| 15. Dezember 2012 | 500 m (1)  | Lee Sang-hwa 37.94                                         | Jenny Wolf 37.95                                                        | Jing Yu 38.53                                                       |
| 16. Dezember 2012 | 500 m (2)  | Lee Sang-hwa 37.65                                         | Jing Yu 38.34                                                           | Nao Kodaira 38.38                                                   |
| 15. Dezember 2012 | 1000 m (1) | Karolína Erbanová 1:17.10                                  | Zhang Hong 1:17.14                                                      | Margot Boer 1:17.35                                                 |
| 16. Dezember 2012 | 1000 m (2) | Zhang Hong 1:16.71 (7)                                     | Karolína Erbanová 1:16.71 (8)                                           | Olga Fatkulina 1:17.12                                              |
| 16. Dezember 2012 | Teamsprint | Volksrepublik China 1:29.11Beixing Wang Jing Yu Zhang Hong | Russland 1:30.60Jekaterina Malyschewa Nadeschda Assejewa Olga Fatkulina | Kanada 1:35.15Paola Simionato Danielle Wotherspoon Anastasia Bucsis |

#### Calgary
| Datum           | Wettbewerb | Sieger                          | Zweiter                   | Dritter               |
| 19. Januar 2013 | 500 m (1)  | Lee Sang-hwa 36.99              | Heather Richardson 37.12  | Jing Yu 37.28         |
| 20. Januar 2013 | 500 m (2)  | Lee Sang-hwa 36.80 (WR)         | Heather Richardson 37.42  | Margot Boer 37.54     |
| 19. Januar 2013 | 1000 m (1) | Heather Richardson 1:13.09 (CR) | Christine Nesbitt 1:13.67 | Brittany Bowe 1:13.92 |
| 20. Januar 2013 | 1000 m (2) | Heather Richardson 1:13.30      | Ireen Wüst 1:13.89        | Brittany Bowe 1:13.96 |

#### Inzell
| Datum            | Wettbewerb  | Sieger              | Zweiter                        | Dritter                     |
| 9. Februar 2013  | 1500 m      | Ireen Wüst 1:55.95  | Diane Valkenburg 1:56.42       | Yekaterina Shikhova 1:57.07 |
| 10. Februar 2013 | 3000 m      | Ireen Wüst 4:02.23  | Diane Valkenburg 4:05.31       | Martina Sáblíková 4:05.41   |
| 9. Februar 2013  | Massenstart | Kim Bo-reum 8:13.80 | Francesca Lollobrigida 8:14.10 | Mariska Huisman 8:14.11     |

#### Erfurt
| Datum        | Wettbewerb     | Sieger                                                             | Zweiter                                                           | Dritter                                                                  |
| 1. März 2013 | 500 m (1)      | Beixing Wang 38.07                                                 | Thijsje Oenema 38.34                                              | Jenny Wolf 38.39                                                         |
| 2. März 2013 | 500 m (2)      | Beixing Wang 38.15                                                 | Olga Fatkulina 38.21 (5)                                          | Thijsje Oenema 38.21 (7)                                                 |
| 3. März 2013 | 1000 m         | Brittany Bowe 1:15.34                                              | Ireen Wüst 1:15.74                                                | Olga Fatkulina 1:15.79                                                   |
| 2. März 2013 | 1500 m         | Ireen Wüst 1:55.61                                                 | Diane Valkenburg 1:58.32                                          | Marrit Leenstra 1:58.38                                                  |
| 1. März 2013 | 5000 m         | Martina Sáblíková 7:01.33                                          | Stephanie Beckert 7:02.84                                         | Claudia Pechstein 7:06.96                                                |
| 3. März 2013 | Teamsprint     | Deutschland 1:29.65Jennifer Plate Judith Hesse Monique Angermüller | Kanada 1:30.05Danielle Wotherspoon Kaylin Irvine Anastasia Bucsis | Italien 1:35.69Yvonne Daldossi Paola Simionato Francesca Lollobrigida    |
| 3. März 2013 | Teamverfolgung | Niederlande 3:02.83Marrit Leenstra Diane Valkenburg Ireen Wüst     | Kanada 3:04.34Ivanie Blondin Kali Christ Cindy Klassen            | Polen 3:05.23Katarzyna Bachleda-Curuś Natalia Czerwonka Luiza Złotkowska |

#### Heerenveen
| Datum         | Wettbewerb     | Sieger                                                                        | Zweiter                                                                       | Dritter                                                                                    |
| 8. März 2013  | 500 m (1)      | Jenny Wolf 37.77                                                              | Beixing Wang 37.81                                                            | Lee Sang-hwa 37.82                                                                         |
| 10. März 2013 | 500 m (2)      | Lee Sang-hwa 37.77                                                            | Beixing Wang 37.78                                                            | Thijsje Oenema 38.10                                                                       |
| 9. März 2013  | 1000 m         | Christine Nesbitt 1:15.48                                                     | Zhang Hong 1:15.50                                                            | Laurine van Riessen 1:15.95                                                                |
| 10. März 2013 | 1500 m         | Ireen Wüst 1:54.67                                                            | Lotte van Beek 1:56.68                                                        | Christine Nesbitt 1:56.86                                                                  |
| 9. März 2013  | 3000 m         | Ireen Wüst 3:58.68                                                            | Diane Valkenburg 4:04.75                                                      | Linda de Vries 4:04.87                                                                     |
| 10. März 2013 | Massenstart    | Irene Schouten 33 Pkt. 9:14.26                                                | Ivanie Blondin 15 Pkt. 9:14.29                                                | Kim Bo-reum 11 Pkt. 9:14.38                                                                |
| 8. März 2013  | Teamverfolgung | Niederlande 3:00.50Marrit Leenstra Linda de Vries Diane Valkenburg Ireen Wüst | Kanada 3:03.50Ivanie Blondin Kali Christ Christine Nesbitt Brittany Schussler | Polen 3:04.19Katarzyna Bachleda-Curuś Natalia Czerwonka Luiza Złotkowska Katarzyna Woźniak |

### Herren

#### Heerenveen
| Datum             | Wettbewerb     | Sieger                                                      | Zweiter                                                    | Dritter                                                     |
| 17. November 2012 | 500 m (1)      | Pekka Koskela 34.96                                         | Artur Waś 34.98                                            | Jan Smeekens 35.07                                          |
| 18. November 2012 | 500 m (2)      | Jōji Katō 34.98                                             | Jan Smeekens 35.04                                         | Mo Tae-bum 35.15                                            |
| 17. November 2012 | 1000 m         | Denny Morrison 1:09.43                                      | Pekka Koskela 1:09.51                                      | Kjeld Nuis 1:09.53                                          |
| 18. November 2012 | 1500 m         | Maurice Vriend 1:46.13                                      | Håvard Bøkko 1:46.40                                       | Sverre Lunde Pedersen 1:46.54                               |
| 16. November 2012 | 5000 m         | Sven Kramer 6:16.09                                         | Jorrit Bergsma 6:16.78                                     | Jan Blokhuijsen 6:16.81                                     |
| 18. November 2012 | Massenstart    | Christijn Groeneveld 31 Pkt. 10:14.55                       | Arjan Stroetinga 15 Pkt. 10:14.61                          | Alexis Contin 12 Pkt. 10:14.67                              |
| 17. November 2012 | Teamverfolgung | Niederlande 3:39.76Jan Blokhuijsen Sven Kramer Koen Verweij | Russland 3:42.90Jewgeni Lalenkow Iwan Skobrew Denis Juskow | Südkorea 3:43.57Joo Hyung-joon Ko Byung-wook Lee Seung-hoon |

#### Kolomna
| Datum             | Wettbewerb  | Sieger                          | Zweiter                         | Dritter                        |
| 25. November 2012 | 1500 m      | Koen Verweij 1:45.56            | Bart Swings 1:45.77             | Brian Hansen 1:45.91           |
| 24. November 2012 | 5000 m      | Sven Kramer 6:10.62             | Jan Blokhuijsen 6:11.97         | Jorrit Bergsma 6:13.08         |
| 25. November 2012 | Massenstart | Jorrit Bergsma 40 Pkt. 10:00.07 | Ewen Fernandez 22 Pkt. 10:00.42 | Alexis Contin 10 Pkt. 10:08.98 |

#### Astana
| Datum            | Wettbewerb     | Sieger                                                         | Zweiter                                                     | Dritter                                                                 |
| 1. Dezember 2012 | 1500 m         | Shani Davis 1:46.01                                            | Håvard Bøkko 1:46.34                                        | Zbigniew Bródka 1:46.42                                                 |
| 2. Dezember 2012 | 10.000 m       | Jorrit Bergsma 12:50.40                                        | Bob de Jong 12:51.22                                        | Lee Seung-Hoon 13:07.06                                                 |
| 1. Dezember 2012 | Teamverfolgung | Niederlande 3:41.27Jan Blokhuijsen Jorrit Bergsma Koen Verweij | Südkorea 3:41.49Joo Hyung-joon Kim Cheol-min Lee Seung-hoon | Norwegen 3:43.43Håvard Bøkko Sverre Lunde Pedersen Simen Spieler Nilsen |

#### Nagano
| Datum            | Wettbewerb | Sieger                    | Zweiter                | Dritter                |
| 8. Dezember 2012 | 500 m (1)  | Pekka Koskela 34.64       | Michel Mulder 34.95    | Tucker Fredricks 35.10 |
| 9. Dezember 2012 | 500 m (2)  | Keiichirō Nagashima 35.14 | Gilmore Junio 35.16    | Jan Smeekens 35.18     |
| 8. Dezember 2012 | 1000 m (1) | Pekka Koskela 1:09.52     | Samuel Schwarz 1:09.69 | Kyou-Hyuk Lee 1:09.85  |
| 9. Dezember 2012 | 1000 m (2) | Hein Otterspeer 1:09.20   | Denny Morrison 1:09.64 | Kjeld Nuis 1:09.72     |

#### Harbin
| Datum             | Wettbewerb | Sieger                                                                       | Zweiter                                               | Dritter                                                      |
| 15. Dezember 2012 | 500 m (1)  | Jan Smeekens 35.15                                                           | Michel Mulder 35.20                                   | Joji Kato 35.22                                              |
| 16. Dezember 2012 | 500 m (2)  | Joji Kato 34.94                                                              | Ronald Mulder 35.21                                   | Jan Smeekens 35.27                                           |
| 15. Dezember 2012 | 1000 m (1) | Shani Davis 1:10.05                                                          | Hein Otterspeer 1:10.07                               | Samuel Schwarz 1:10.10                                       |
| 16. Dezember 2012 | 1000 m (2) | Samuel Schwarz 1:09.69                                                       | Shani Davis 1:09.87                                   | Hein Otterspeer 1:09.92                                      |
| 16. Dezember 2012 | Teamsprint | Kasachstan 1:23.48Alexander Gluschtschenko Wiktor Gluschtschenko Denis Kusin | Deutschland1:24.05Denny Ihle Nico Ihle Samuel Schwarz | Russland 1:24.24Denis Kowal Artjom Kusnezow Igor Bogoljubski |

#### Calgary
| Datum           | Wettbewerb | Sieger                  | Zweiter                 | Dritter                     |
| 19. Januar 2013 | 500 m (1)  | Jan Smeekens 34.32      | Pekka Koskela 34.36 (1) | Jamie Gregg 34.36 (9)       |
| 20. Januar 2013 | 500 m (2)  | Jan Smeekens 34.39      | Joji Kato 34.44         | Michel Mulder 34.55         |
| 19. Januar 2013 | 1000 m (1) | Shani Davis 1:07.49     | Kjeld Nuis 1:07.64      | Michel Mulder 1:07.87       |
| 20. Januar 2013 | 1000 m (2) | Hein Otterspeer 1:07.76 | Shani Davis 1:07.83     | Samuel Schwarz 1:07.85 (DR) |

#### Inzell
| Datum            | Wettbewerb  | Sieger                   | Zweiter                 | Dritter                      |
| 10. Februar 2013 | 1500 m      | Denis Juskow 1:46.07     | Zbigniew Bródka 1:46.09 | Brian Hansen 1:46.16         |
| 9. Februar 2013  | 5000 m      | Sven Kramer 6:11.76      | Bob de Jong 6:14.08     | Jorrit Bergsma 6:14.55       |
| 10. Februar 2013 | Massenstart | Arjan Stroetinga 9:57.56 | Haralds Silovs 9:58.93  | Christijn Groeneveld 9:59.80 |

#### Erfurt
| Datum        | Wettbewerb     | Sieger                                                            | Zweiter                                                           | Dritter                                                           |
| 2. März 2013 | 500 m (1)      | Jan Smeekens 35.06                                                | Joji Kato 35.16                                                   | Ronald Mulder 35.28                                               |
| 3. März 2013 | 500 m (2)      | Jan Smeekens 34.96                                                | Joji Kato 35.05                                                   | Ronald Mulder 35.28                                               |
| 2. März 2013 | 1000 m         | Brian Hansen 1:09.79                                              | Stefan Groothuis 1:09.84                                          | Dmitry Lobkov 1:10.18 (9) Nico Ihle 1:10.18 (9)                   |
| 3. März 2013 | 1500 m         | Zbigniew Bródka 1:46.88                                           | Haralds Silovs 1:46.98                                            | Brian Hansen 1:47.01                                              |
| 1. März 2013 | 10.000 m       | Bob de Jong 12:53.56                                              | Jorrit Bergsma 12:55.36                                           | Lee Sang-hwa 13:19.84                                             |
| 3. März 2013 | Teamsprint     | Kanada 1:21.88Guillaume Blais-Dufour Gilmore Junio William Dutton | Kasachstan 1:23.20Roman Kretsch Fjodor Mesenzew Alexander Schigin | Deutschland 1:23.26Denny Ihle Hubert Hirschbichler Samuel Schwarz |
| 2. März 2013 | Teamverfolgung | Niederlande 3:45.21Sven Kramer Jorrit Bergsma Koen Verweij        | Südkorea 3:45.33Lee Sang-hwa Ko Byung-wook Kim Cheol-Min          | Polen 3:45.79Zbigniew Bródka Konrad Niedźwiedzki Jan Szymański    |

#### Heerenveen
| Datum         | Wettbewerb     | Sieger                                                                     | Zweiter                                                                   | Dritter                                                    |
| 8. März 2013  | 500 m (1)      | Jan Smeekens 34.84                                                         | Jamie Gregg 34.96                                                         | Ronald Mulder 35.04                                        |
| 10. März 2013 | 500 m (2)      | Jan Smeekens 34.83                                                         | Joji Kato 34.92                                                           | Michel Mulder 34.97                                        |
| 9. März 2013  | 1000 m         | Stefan Groothuis 1:08.91                                                   | Mark Tuitert 1:09.22                                                      | Kjeld Nuis 1:09.24                                         |
| 10. März 2013 | 1500 m         | Bart Swings 1:45.50                                                        | Zbigniew Bródka 1:45,96                                                   | Shani Davis 1:46.13                                        |
| 9. März 2013  | 5000 m         | Sven Kramer 6:10.78                                                        | Jorrit Bergsma 6:15.74                                                    | Bob de Jong 6:18.26                                        |
| 10. März 2013 | Massenstart    | Bart Swings 33 Pkt. 10:32.32                                               | Joo Hyung-joon 15 Pkt. 10:32.37                                           | Arjan Stroetinga 11 Pkt. 10:32.40                          |
| 8. März 2013  | Teamverfolgung | Niederlande 3:40.64Jan Blokhuijsen Sven Kramer Koen Verweij Jorrit Bergsma | Südkorea 3:42.69Joo Hyung-joon Ko Byung-wook Lee Seung-hoon Kim Cheol-min | Russland 3:43.02Jewgeni Lalenkow Iwan Skobrew Denis Juskow |